# Hartmut Träger
Hartmut Träger (* 8. September 1945 in Thalmässing; † 4. Juni 2011 in Fürth) war ein deutscher Kommunalpolitiker (SPD).

## Werdegang
Träger studierte Lehramt und war 14 Jahre Rektor der inzwischen aufgelösten Pfisterschule. Er war als Vertreter der SPD von 1984 bis 2011 Stadtrat in Fürth, davon zehn Jahre lang Vorsitzender der SPD-Stadtratsfraktion. Von 2002 bis 2008 war Hartmut Träger Bürgermeister sowie Schul-, Bildungs- und Sportreferent.
Träger war verheiratet und hatte zwei Kinder. Der SPD-Politiker Carsten Träger ist sein Sohn.